# Ave Maria (Bach/Gounod)
A Ave Maria de Bach/Gounod é uma das composições mais famosas e gravadas sobre o texto em latim da prece Ave Maria.
A Ave Maria também chamada de Saudação Angélica, é uma oração que saúda a Virgem Maria baseada nos episódios da Anunciação e da Visitação (Lucas 1:28–42). Segundo São Luís Maria Gringnon de Montfort, cada vez que se reza a Ave Maria, a Virgem Maria louva a Deus no Céu com seu canto, o Magnificat (Lucas 1:46–55).

## História
A peça é composta por uma melodia do compositor romântico francês Charles Gounod especialmente projetada para se sobrepor ao Prelúdio No. 1 em C maior, BWV 846, do Livro I de J.S. Bach, O Cravo Bem Temperado, escrito cerca de 137 anos antes.   Embora publicado em versões instrumentais e equipado para vários textos durante a vida de Gounod, a alegação de que ele nunca a escreveu realmente parece ser literalmente verdade.
Gounod improvisou a melodia e seu sogro Pierre-Joseph-Guillaume Zimmermann transcreveu a improvisação, e em 1853 fez um arranjo para violino (ou violoncelo), com piano e harmônio.  No mesmo ano, a peça musical apareceu com as palavras de Alphonse de Lamartine no poema Le livre de la vie ("O livro da vida"). Em 1859 Jacques Léopold Heugel publicou uma versão do texto em latim. A versão do prelúdio de Bach utilizado por Gounod tem a adição de um compasso (m.23), encontrada apenas no manuscrito de Christian Friedrich Gottlieb Schwencke e na edição impressa de Nikolaus Simrock que baseou-se  nela, mas não nos outros manuscritos de Bach ou a obra impressa do acadêmico Bischoff ou G. Henle Verlag Urtext.

## Interpretações
Há vários arranjos instrumentais diferentes para a música de Gounod, incluindo para violino e violão, quarteto de cordas, piano solo, violoncelo,trombones e até uma versão para cavaquinho do compositor brasileiro Waldir Azevedo.
Ao lado da Ave Maria de Schubert e Offenbach, a Ave Maria de Bach/Gounod Ave Maria se tornou um ponto de encontro em funerais, missas de casamento e quinceañeras. Há muitos arranjos instrumentais diferentes, incluindo para violino e guitarra, quarteto de cordas, piano solo, violoncelo, e até trombones. Muitos cantores de diferentes estilos ao longo de séculos têm cantado a Ave Maria de Gounod/Bach, como Alessandro Moreschi, o último castrato, a soprano Maria Callas, Luciano Pavarotti, José Carreras, Andrea Bocelli, Karen Carpenter (da dupla Carpenters) assim como coros, e gravaram-no centenas de vezes durante o século XX.
Mais tarde na sua carreira, Gounod compôs um cenário não relacionado com a Ave Maria para um coro de quatro partes do SATB.

## Ver Também
- Música Mariana Católica
- Ellens dritter Gesang também conhecida como a "Ave Maria" de Franz Schubert.
- "Ave Maria" de Jacques Offenbach.

## Ligações Externas
- Ave Maria disponível no International Music Score Library Project
- Partituras livre para voz e piano em sheet music Cantorion.org
- Partituras gratuitas de Ave Maria na CPDL, a Biblioteca Coral de Domínio Público
- Partituras gratuitas de Ave Maria na CPDL, a Biblioteca Coral de Domínio Público